# Aridesa

Mapa de climes del món:
██ Climes hiperàrids i àrids

L'ariditat o aridesa és la característica que presenta, respecte a la humitat, una zona terrestre afectada per un clima amb precipitacions escasses o gairebé nul·les.
Malgrat les limitacions biològiques que imposa l'ariditat les zones àrides semiàrides i subhumides han estat, en el passat, el bressol de grans civilitzacions i de les religions monoteistes. Actualment, segons l'Oficina de la Població de la UNESCO, un 15% de la població mundial habita en zones àrides.
La definició d'aridesa no té un límit clar, tot i utilitzar índexs d'aridesa. Sobretot és difícil de precisar el límit entre el desert i el semidesert i també el límit entre desert extrem i desert. Hi ha un component subjectiu en l'apreciació de l'aridesa, puix que el que s'estima com a àrid a la península Ibèrica i a Sri Lanka pot ser vist com a humit a l'Aràbia Saudita.
La intensitat de l'aridesa és funció no solament de la quantitat de pluja, sinó també de la intensitat de l'evapotranspiració la qual depèn de factors com la temperatura, la insolació, el vent, etc.
Des del punt de vista del clima, els sectors molt àrids com l'interior del Sàhara, la franja litoral del Namib, la franja litoral del Perú central i meridional i el desert d'Atacama) els afecta una situació anticiclònica constant o amb corrents marítims relativament freds que s'allunyen del punt de condensació en entrar en contacte amb terra ferma (deserts litorals). Les precipitacions "ocultes" en forma de boira o de rosada són, en els deserts litorals, més importants que les de la pluja.
Respecte a la circulació de les aigües en les zones àrides, aquesta és reduïda cap a un sector interior (endorreisme) i amb llacs temporals (sebkha), o fins i tot la total inexistència de circulació hídrica (arreisme).
El 1952 Peveril Meigs va classificar les zones àrides com un conjunt de 48.857.760 km² (32,7% de la superfície dels continents) i les va graduar de menor a major aridesa:
- zones semiàrides amb 21.243.180 km²
- Zones àrides amb 21.802.620 km²
- Zones molt àrides amb 5.811.960 km²

Actualment es pren en consideració la graduació proposada pel programa de la UNESCO L'Home i la Biosfera de 1977 i les modificacions de l'UNEP 1992 (s'utilitza com a índex d'aridesa el de P/ETP):
- Hiperàrid (desert extrem) amb índex d'aridesa menor de 0,05
- Àrid (desert) amb índex d'aridesa de 0,05 a 0,20
- Semiàrid (semidesert) amb índex d'aridesa de 0,20 a 0,50
- Subhumit sec amb índex d'aridesa major de 0'50 i menor de 0'65

La darrera categoria subhumit sec no es considera habitualment com àrida, ja que en aquestes zones és possible l'agricultura de secà i la variació interanual de precipitació és menor del 25%.

## L'aridesa als Països Catalans
Als Països Catalans no hi ha zones hiperàrides ni àrides però si n'hi ha de semiàrides i de subhumides seques:
- Semiàrides, amb un índex d'aridesa al voltant de 0'30, el territori lucèntic (al sud d'Alacant) i també el territori sicòric (la majoria de les comarques de Ponent de Catalunya i de la Franja.) aquestes amb un índex al voltant de 0'40.
- Subhumides seques: gran part de la resta del territori (la ciutat de València, amb un índex de 0'50, Reus amb un índex de 0'6, etc.). Els 600 litres de pluja anual marquen la transició entre el clima subhumit sec i el subhumit humit. Al nord de Barcelona es presenten normalment climes subhumits humits o ja axèrics (sense secada) habitualment en climes de muntanya.